# Analiza branżowa
Analiza branżowa – jedna z podstawowych technik analizy rynku kapitałowego.
Analiza ta polega na zestawieniu wskaźników charakteryzujących dane przedsiębiorstwo z tymi samymi wskaźnikami innych przedsiębiorstw z tej samej branży i o podobnej strukturze obrotów w tym samym przedziale czasowym.